# Justine Braisaz-Bouchet
Justine Braisaz-Bouchet (née Braisaz, 4 juillet 1996 à Albertville) est une biathlète française, championne olympique et du monde de la Mass Start, aux Jeux de Pékin 2022 puis deux ans plus tard jour pour jour aux Mondiaux de Nové Město 2024. Elle remporte l'année suivante le sprint des Mondiaux de Lenzerheide en 2025. 
Justine Braisaz-Bouchet est issue du club des sports des Saisies, station olympique de 1992. Elle est membre de l'équipe de France de biathlon et membre de l'équipe de France Douane depuis 2015. Elle obtient sa première victoire en Coupe du monde le 17 décembre 2017 à l'arrivée de la Mass Start du Grand Bornand. Elle remporte la médaille de bronze en relais féminin avec Marie Dorin-Habert, Anaïs Chevalier et Anaïs Bescond lors des Jeux olympiques de PyeongChang. Au cours d'une saison 2018-2019 où elle ne connaît pas la réussite, elle parvient le 12 mars à s'adjuger sa première médaille mondiale individuelle en prenant le bronze de l'individuel 15 kilomètres.
Le 18 février 2022, Justine Braisaz-Bouchet remporte la dernière épreuve féminine des Jeux olympiques de Pékin, le départ groupé (Mass Start), grâce à une bonne vitesse à ski et surtout un tir rapide qui lui permettent, malgré quatre tours de pénalité, de finir détachée devant les Norvégiennes multimédaillées Tiril Eckhoff et Marte Olsbu Røiseland. Elle est la seconde Française à décrocher une médaille d'or dans une épreuve individuelle en biathlon, seize ans après Florence Baverel-Robert, titrée sur le sprint aux Jeux olympiques de Turin en 2006. Elle termine la Coupe du monde 2021-2022 sur une victoire qui lui permet de s'adjuger le petit globe de cristal de la Mass Start. Elle ne participe pas à la saison 2022-2023 au cours de laquelle elle donne naissance à une fille. Reprenant la compétition lors de la saison 2023-2024, son retour est victorieux et ponctué notamment à Lenzerheide par un triplé sprint, poursuite, Mass Start que seules sept biathlètes avaient réalisé avant elle. Lors des championnats du monde 2024, Justine Braisaz-Bouchet remporte cinq médailles dont trois en or : en relais mixte, en relais dames et pour finir sur la Mass Start.

## Parcours sportif

### Débuts
Justine Braisaz débute au Club des sports des Saisies, elle s'oriente rapidement vers la section nordique pour y pratiquer le ski de fond et le biathlon. En 2012, elle remporte deux titres de championne de France Cadette (U16), en ski de fond, et en biathlon, grâce notamment à sa vitesse à ski. La saison suivante, elle s'oriente vers le biathlon alors qu'elle entre en catégorie Jeune (U19).
En 2013, Justine Braisaz est sélectionnée pour les Championnats du monde jeunes à Obertilliach en Autriche où elle se classe seulement 46e de l'individuel et 71e du sprint en raison d'un nombre élevé de fautes au tir (respectivement huit et six).
Lors des Championnats de France disputés à Prémanon en décembre 2013, elle remporte deux titres de Championne de France junior (sprint et poursuite). Elle fait ses débuts en IBU Cup, le deuxième échelon mondial, sur les deux étapes organisées à Ridnaun en janvier 2014. Bien que confrontée à de nombreuses biathlètes seniors, elle parvient à entrer deux fois dans les points en trois sprints disputés. Elle participe ensuite aux Championnats d'Europe à Nové Město na Moravě où elle dispute les épreuves juniors. Elle se classe 12e de l'individuel, 18e en sprint, 14e en poursuite et 8e du relais mixte avec Chloé Chevalier, Dany Chavoutier et Clément Dumont. À la fin de l'hiver, toujours surclassée en catégorie junior, elle dispute les Championnats du monde juniors 2014 à Presque Isle (États-Unis). Elle se classe 29e de l'individuel, 5e du sprint, 15e de la poursuite et 6e en relais avec pour partenaires Coline Varcin et Chloé Chevalier. En mars, elle termine la saison en montant sur la deuxième marche du podium de la mass start junior des Championnats de France derrière Julie Cardon. Sa progression est telle qu'elle parvient à rivaliser avec les meilleures françaises sur les épreuves estivales du Biathlon Summer Tour.

### Saison 2014-2015
Dès la première étape de la saison 2014-2015 de l'IBU Cup, à Beitostølen, Justine Braisaz s'offre son premier podium en se classant deuxième du second sprint,. La veille, elle s'était classée sixième sur la même épreuve. Ce premier podium international lui ouvre les portes de la Coupe du monde de Biathlon, malgré son jeune âge.
Justine Braisaz fait ses débuts en Coupe du monde le 12 décembre 2014 à Hochfilzen. Dès sa première course (sprint), elle se classe 16e, devenant la plus jeune athlète intégrant le top 20 mondial. Le lendemain, elle termine 8e du relais avec Marine Bolliet, Enora Latuillière et Anaïs Bescond comme coéquipières. Une semaine plus tard, elle améliore sa meilleure performance en terminant 14e du sprint de Pokljuka et parvient à se qualifier pour la mass start, réservée aux 30 meilleures biathlètes mondiales. Elle bat ainsi un nouveau record de précocité en devenant la plus jeune athlète alignée sur une mass start à seulement 18 ans et 5 mois
Elle monte pour la première fois de sa carrière sur un podium de Coupe du monde à l'occasion du relais d'Oberhof le 7 janvier 2015, se classant 2e avec ses coéquipières Marine Bolliet, Marie Dorin-Habert, et Anaïs Bescond.
Le 13 mars 2015, aux Championnats du monde à Kontiolahti en Finlande, elle décroche sa première médaille, en argent, sur le relais 4 × 6 kilomètres féminin en compagnie d'Anaïs Bescond, Enora Latuillière et Marie Dorin-Habert. Lors des Championnats de France de biathlon à La Féclaz, elle remporte le titre en relais en compagnie de Julia Simon et Marine Bolliet.

### Saison 2015-2016
Elle remporte une nouvelle médaille d'argent en relais aux championnats du monde 2016 à Oslo, en compagnie d'Anaïs Bescond, Anaïs Chevalier et Marie Dorin-Habert. Au niveau individuel, son meilleur résultat est une douzième place sur la mass start.
Une semaine plus tard, lors de la dernière étape de la Coupe du monde à Khanty-Mansiïsk, elle obtient son premier top 10 en signant une quatrième place sur le sprint. Elle conclut avec une dixième place sur la poursuite qui lui permet de boucler sa deuxième saison de coupe du monde à la 21e du classement général. Lors des championnats de France 2016 de Biathlon à Méribel, elle décroche le titre de Championne de France de mass start dans sa catégorie des moins de 21 ans.

### Saison 2016-2017

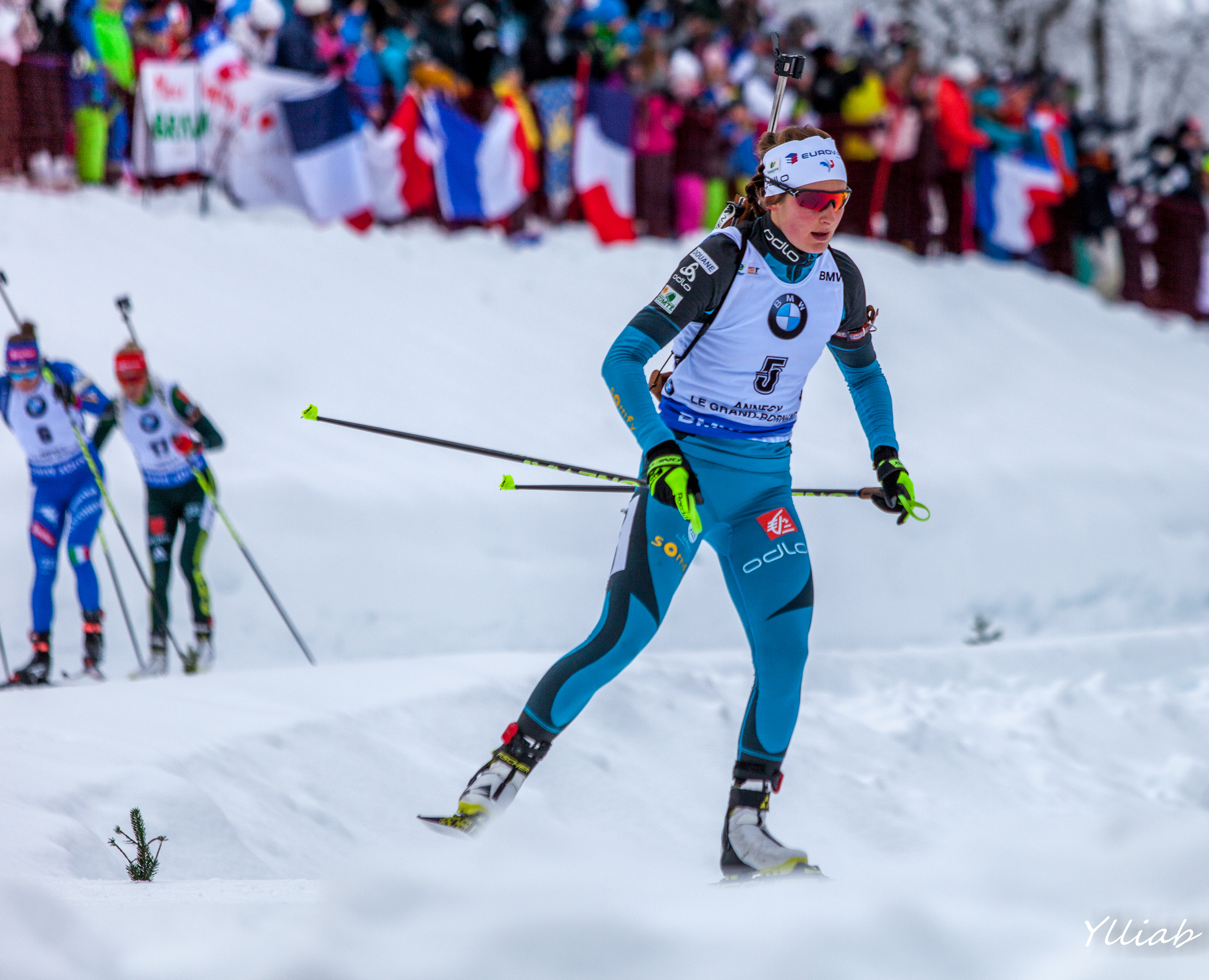
Justine Braisaz au Grand Bornand en 2017

En novembre 2016, elle remporte le sprint du Sesongstart de Sjusjøen, compétition de début de saison servant pour les sélections norvégiennes, devant Tiril Eckhoff et Julia Dzhyma. Elle décroche son premier podium individuel en coupe du monde le 9 décembre 2016 lors du sprint de Pokljuka, où se déroule la deuxième étape, se classant deuxième à 3 secondes de l'Allemande Dahlmeier : elle n'a alors que 20 ans. Elle ajoute deux podiums à son palmarès lors de l'étape finale d'Oslo Holmenkollen, en mars 2017, où elle termine deuxième du sprint et troisième de la poursuite. Grâce à ses bons résultats, Justine Braisaz se hisse à la sixième place du classement général de la Coupe du monde de biathlon 2016-2017. Lors des Championnats de France à Bessans, elle remporte la mass start et est titrée deux fois lors de la même course : en catégorie Senior et en catégorie des moins de 21 ans.

### Saison 2017-2018
Elle commence la saison 2017-2018 avec deux podiums à Östersund en sprint et en poursuite, les deux fois deuxième derrière Denise Herrmann. Ayant également marqué des points dans l'individuel 15 kilomètres (huitième), elle prend pour la première fois le dossard jaune de leader du classement général de la Coupe du monde. Justine Braisaz s'adjuge la première victoire de sa carrière en Coupe du monde le 17 décembre 2017, à l'arrivée de la mass start du Grand Bornand et signe aussi la première victoire française de cette étape (Annecy-Le Grand Bornand) depuis son intégration au circuit de la Coupe du monde. Elle remporte le 7 janvier 2018, le relais 4 × 6 kilomètres à Oberhof avec Anaïs Bescond, Anaïs Chevalier et Célia Aymonier le premier succès des françaises dans la discipline depuis deux ans. Son début de saison est prometteur : sur le plan individuel, elle enchaîne les top 10 et arrive à Rupholding (2e étape de janvier) en étant 4e au classement général. Mais elle tombe malade et déclare forfait pour le sprint et le relais. Elle peut finalement disputer la mass start, en portant le dossard rouge de leader du classement de la spécialité, et termine 27e avec 6 fautes au tir. Cette course marque le début d'une longue période de méforme mettant un coup d'arrêt à sa fulgurante progression.
Les premiers Jeux olympiques de Justine Braisaz à Pyeongchang en 2018 sont un échec individuel. En difficulté, notamment au tir — 25 fautes en cinq courses —, elle n'obtient comme meilleur résultat qu'une dixième place sur le sprint. Elle réussit néanmoins à décrocher la médaille de bronze du relais dames avec Marie Dorin-Habert, Anaïs Bescond et Anaïs Chevalier, malgré deux nouveaux tirs difficiles (trois pioches au couché et trois pioches au debout).
La reprise de la Coupe du monde s'effectue à Konthiolathi, en Finlande. Elle termine 52e du sprint puis déclare forfait pour le reste de l'étape à la suite d'un nouveau problème de santé. Elle renonce également aux deux dernières étapes d'Oslo Holmenkollen et de Tioumen mettant ainsi un terme à sa saison de Coupe du monde. Justine Braisaz, rétrograde à la 17e place au classement général final de la Coupe du monde de biathlon 2017-2018, alors qu'elle figurait encore dans le top 8 à la fin du deuxième « trimestre » (janvier). Elle retrouve ses coéquipières pour les Championnats de France à Prémanon où elle termine 2e derrière Julia Simon, pour un doublé savoyard.

### Saison 2018-2019
À l'intersaison, elle conserve la confiance des entraineurs et figure dans le groupe « A » de l'équipe de France pour la saison 2018-2019, avec Anaïs Chevalier et Anaïs Bescond. Lors de la phase de préparation, elle remporte notamment la finale du super sprint du Blinkfestival organisé en juillet en Norvège et se classe septième de la finale de la mass start. Aux championnats de France à Arçon (14-15 septembre), elle se classe septième du super sprint et quatrième de la poursuite puis, lors de la deuxième session des 20 et 21 octobre, première du sprint et deuxième de la poursuite. À la suite d'un problème à une épaule (sans gravité), elle doit déclarer forfait pour les sprints de sélection (22 - 23 novembre) à Lenzerheide, en Suisse, ultime test avant le début de la Coupe du monde 2018-2019.

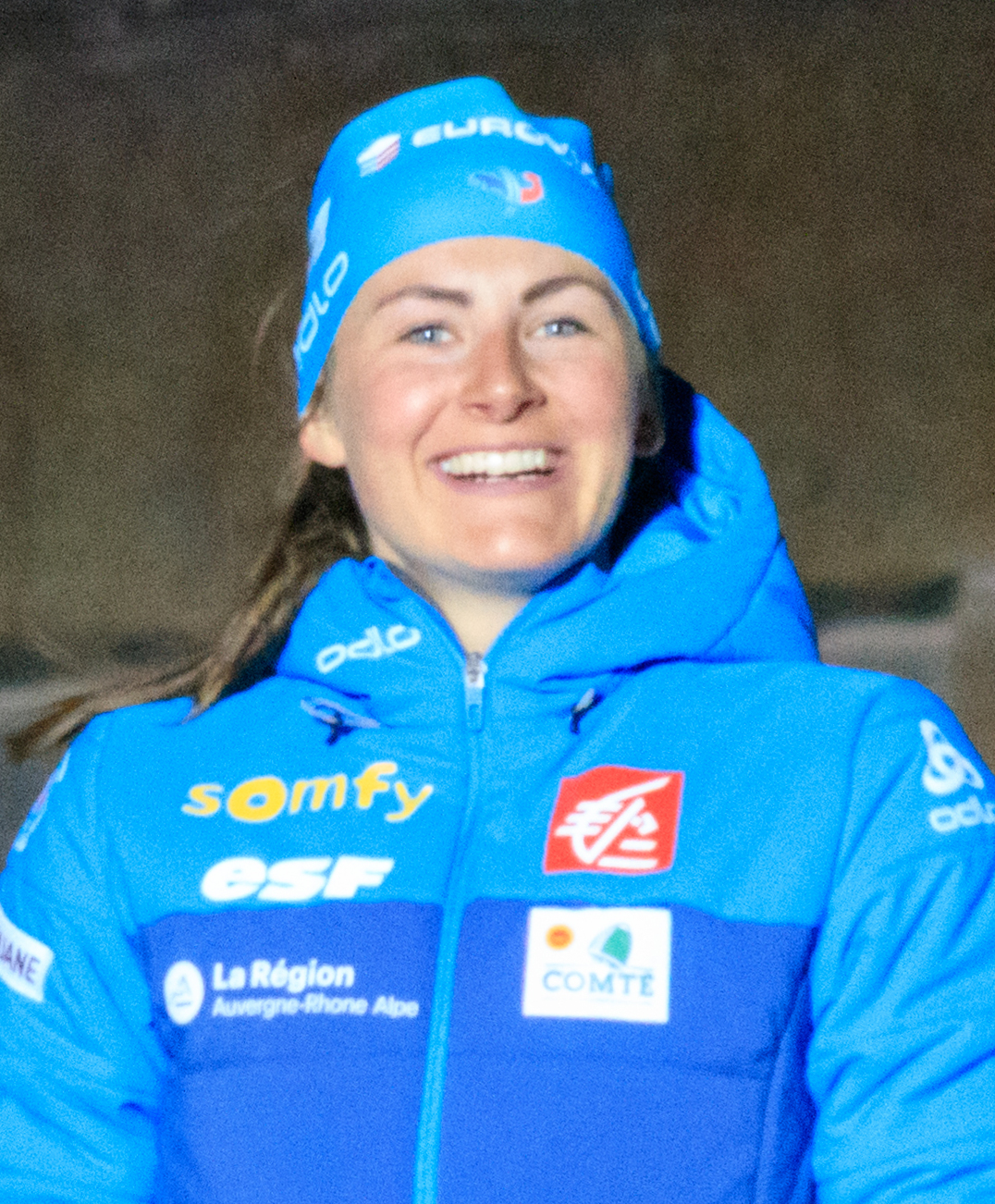
Justine Braisaz à Östersund en 2019

En dehors d'un podium dès la deuxième course individuelle de l'hiver (3e du sprint de Pokljuka le 8 décembre), Justine Braisaz ne parvient que deux fois a atteindre le top 10 (8e de la mass start de Nové Město na Moravě le 23 décembre, 7e ex æquo avec Anaïs Chevalier du sprint de Rupholding, le 17 janvier). Elle commence mal les championnats du monde 2019 à Östersund en terminant 60e du sprint, alors qu'elle remplaçait Anaïs Bescond, malade. Elle renonce alors à disputer à la poursuite afin de conserver des forces pour la suite des championnats. Le 12 mars, elle remporte sa première médaille individuelle dans un grand événement en se classant troisième de l'individuel 15 kilomètres, grâce à tir à 19/20 et un temps de ski parmi les meilleurs (le 6e) qui lui permettent de devancer Laura Dahlmeier (une minute de pénalité comme elle), pour accompagner Hanna Öberg et Lisa Vittozzi (toutes deux sans-faute) sur le podium. Cette course constitue le seul coup d'éclat de Justine Braisaz au cours de la deuxième partie de la saison. Elle termine 26e au classement général de la Coupe du monde de biathlon 2018-2019. Aux Championnats de France à Méribel, fin mars, elle se classe 3e de la mass start. Ce même week-end, elle court le relais (par comité) avec sa sœur, biathlète de haut-niveau, elle aussi.

### Saison 2019-2020
Elle conserve sa place dans le groupe A de l'équipe de France, en compagnie d'Anaïs Chevalier (qui ne participera pas à la saison de Coupe du monde en raison de la naissance de son premier enfant), d'Anaïs Bescond, de Julia Simon et de Célia Aymonier et peut donc préparer la future saison 2019-2020 dans de bonnes conditions. Comme l'année précédente les Françaises participent au Blinkfestival de juillet en Norvège, mais Braisaz n'y réalise cette fois pas de performance notable. Le 31 août, elle participe à la première édition du Martin Fourcade Nordic Festival à Annecy et se classe 3e de la mass start derrière les Italiennes Lisa Vittozzi et Dorothea Wierer. Les Championnats de France d'été qui se déroulent à Prémanon (15-16 septembre) puis Arçon (19-20 octobre) sont l'occasion de la voir à son avantage. Elle monte quatre fois sur le podium et conserve son titre de Championne de France sur le sprint.
À Östersund, première étape de la Coupe du monde 2019-2020, après avoir terminé au-delà de la 80e place dans le sprint en raison d'un tir défaillant (4/10), Justine Braisaz remporte l'individuel 15 kilomètres disputé le 5 décembre 2019. Sa deuxième victoire en Coupe du monde est obtenue avec un 18 sur 20 au tir (deux minutes de pénalité) et forte du deuxième temps réel de la course derrière Marte Olsbu Røeiseland, cette dernière se classant seulement 19e à cause de cinq minutes de pénalité. Justine Braisaz devance Yuliia Dzhima qui a réalisé le 20 sur 20, alors que Julia Simon l'accompagne sur le podium au troisième rang, avec elle aussi deux minutes de pénalité. Au Grand-Bornand, lieu de sa première victoire en Coupe du monde deux ans plus tôt, elle monte sur la deuxième marche du podium du sprint le 20 décembre grâce à un sans faute au tir et une solide course à ski, derrière Tiril Eckhoff. Au cours du mois de janvier elle obtient deux podiums avec le relais féminin à Oberhof et Ruhpolding puis gagne avec le relais mixte à Pokljuka, mais sur le plan individuel elle ne réalise qu'un seul top 10 (5e de la mass start de Pokljuka). En février à Antholz, pour la première fois depuis ses débuts en Coupe du monde, elle n'obtient aucune médaille aux Championnats du monde. Elle ne rentre ainsi qu'une seule fois dans les vingt premières en courses individuelles (19e de l'individuel, résultat qui ne lui permet pas de faire mieux que troisième au classement final de la Coupe du monde de la spécialité) et connait l'échec collectif avec les relais mixte et féminin. En mars, elle effectue une bonne étape à Nove Mesto, avec notamment une seconde place en relais et une quatrième place sur la mass start. Elle termine la saison, amputée de l'étape d'Oslo qui est annulée pour raison sanitaire, à la neuvième place du classement général, signant son retour dans le top 10 mondial après deux années difficiles.

### Saison 2020-2021
Malgré de légers progrès au tir par rapport à la saison précédente, notamment en vitesse d'exécution, Justine Braisaz-Bouchet se montre moins rapide sur les skis et les résultats s'en ressentent : un seul top 8 individuel au cours de l'hiver (une 4e place sur le sprint d'Oberhof) et un classement général final en deçà de ses objectifs (15e). Tout comme en 2020 à Antholz, elle déçoit lors des championnats du monde 2021 à Pokljuka. Sa meilleure place y est en effet seulement 25e, sur le sprint, et ses contre-performances lui valent même d'être écartée du relais féminin français aux mondiaux pour la première fois de sa carrière.

### Saison 2021-2022: championne olympique et globe de la Mass Start
Justine Braisaz-Bouchet entame la nouvelle saison dans une bien meilleure forme physique, ce qui lui permet enfin de rivaliser sur les skis avec les meilleures fondeuses du circuit. Quelques jours après une brillante victoire en relais à Östersund en compagnie d'Anaïs Bescond, Anaïs Chevalier-Bouchet et Julia Simon, qu'elle assure en tant que finisseuse avec une large avance, elle remonte enfin sur un podium individuel, deux ans après le précédent obtenu au Grand-Bornand. Malgré deux fautes au tir elle se classe ainsi deuxième du sprint d'Hochfilzen derrière la Biélorusse Hanna Sola (sans faute et également rapide sur les skis). Le 21 janvier, elle signe la troisième victoire de sa carrière : elle remporte l'individuel d'Antholz-Anterselva, en combinant le meilleur score au tir (19 sur 20) et le meilleur temps à skis sur la piste. Elle devance de 51 secondes Julia Simon pour un doublé des biathlètes françaises.
Justine Braisaz-Bouchet commence difficilement les Jeux olympiques de Pékin. Non alignée dans le relais mixte médaillé d'argent, elle se classe seulement 40e de l'individuel et 48e du sprint, avec respectivement cinq et trois fautes au tir et en perdant du temps sur les skis. Trop loin des premières, elle ne participe pas à la poursuite. Le patron du biathlon français Stéphane Bouthiaux explique ainsi « Quarante-huitième, fatiguée, elle n’avait rien à aller chercher sur la poursuite et il y a le relais mercredi ». Lors de ce relais féminin que la France termine à la 6e place, elle est la seule Française à donner satisfaction, affichant un regain de forme sur les skis et réalisant notamment un tir debout exceptionnel (sans faute et meilleur temps de tir de sa manche).
Le 18 février, lors de la dernière épreuve, le départ groupé, elle effectue une première partie de course en demi-teinte, sortant 21e du premier tir couché après deux fautes. Elle commet encore une faute au deuxième couché, mais remonte à la 14e place. Dans un bon jour sur les skis, elle remonte sept places dans le troisième tour, mais navigue à plus d'une minute quinze de la tête. Le premier tir debout marque le tournant de la course. Les deux Norvégiennes Marte Olsbu Røiseland et Tiril Eckhoff, sans faute sur les tirs couché, arrivent détachées avec une large avance. Perturbées par le vent, elles mettent du temps à lâcher leurs balles et partent toutes deux à la faute, comme les suivantes immédiates. Justine Braisaz réussit quant à elle le 5/5 rapidement et parvient à combler la totalité de son retard, ressortant en tête avec Røiseland. Elle décide d'accélérer au début du quatrième tour et distance un groupe de quatre biathlètes (Eckhoff, Røiseland, Elvira Öberg et Markéta Davidová) d'une quinzaine de secondes. Cette avance sera déterminante au moment d'aborder le dernier tir. Justine Braisaz-Bouchet lâche rapidement ses balles, manquant la première cible mais blanchissant les quatre suivantes, et met ainsi la pression sur ses poursuivantes : celles-ci partent toutes à la faute pour au moins deux tours de pénalité. Après l'anneau de pénalité, Justine Braisaz compte une confortable avance de plus de 48 secondes sur les Norvégiennes Eckhoff et Røiseland qui se disputent dans l'ordre les deux autres médailles. Elle n'a plus qu'à boucler le dernier tour pour s'imposer et elle prend même le temps de s'emparer d'un drapeau français pour franchir la ligne d'arrivée. Les trois médaillées de cette course sont à quatre fautes, mais Justine Braisaz est la seule de l'épreuve à ne pas avoir fait plus d'une faute sur les tirs debout. La France ne comptait jusque là qu'un titre olympique dans une course individuelle féminine, remporté par Florence Baverel-Robert à Turin en 2006. Par ailleurs, aucune Française n'avait été médaillée en mass start aux Jeux. Justine Braisaz-Bouchet apporte à sa délégation sa troisième médaille d'or en biathlon, et la septième au total, un record.
Après les Jeux, la Coupe du monde reprend à Kontiolahti où se dispute le dernier relais féminin de la saison. Largement en tête du classement avant le départ, l'équipe de France est assurée de remporter le globe de cristal en terminant parmi les huit premières du jour en cas de victoire de la Suède, seule équipe capable de la priver de globe. Lors de son relais, Braisaz-Bouchet utilise trois balles de pioche sur son tir couché et au cours de la manœuvre en perd une qu'elle ne peut récupérer. Sur son tir debout, elle est à nouveau contrainte d'utiliser trois balles de pioche mais n'en ayant plus que deux à disposition, elle décide d'engager un chargeur supplémentaire, ce qui est contraire au règlement. Cette infraction vaut à la France une disqualification lourde de conséquence : en ne marquant aucun point sur cette ultime épreuve, elle perd le globe au profit de la Suède, deuxième du jour.
Le 20 mars 2022, elle remporte la mass start finale de la saison à Oslo-Holmenkollen. En retrait à mi-course à cause de deux fautes sur les tirs couchés, elle remonte progressivement et, grâce à un carton plein lors du dernier tir debout, elle sort en tête du pas de tir pour s'envoler vers la victoire. Ce succès lui permet de remporter de justesse le petit globe de cristal de la spécialité devant la Suédoise Elvira Oberg, 5e du jour. Elle est la première Française a remporter un classement particulier depuis Sandrine Bailly en 2008.
Sur l'ensemble de la saison 2021-2022, elle est la plus rapide sur la piste, signant à onze reprises le meilleur temps de ski d'une épreuve. En raison d'un manque de régularité au tir et d'un taux de réussite insuffisant (76 %), ses performances sur les skis ne lui permettent cependant pas de faire mieux que la huitième place finale au classement général.
Justine Braisaz-Bouchet annonce sur les réseaux sociaux le 2 septembre 2022 qu'elle est enceinte et que par conséquent elle ne participera pas à la saison 2022-2023.

### Saison 2023-2024 - retour après la grossesse, championne du monde de la Mass Start
En novembre 2023, à Östersund en Suède, Justine Braisaz-Bouchet participe avec brio au relais mixte qu'elle remporte avec Quentin Fillon Maillet, Émilien Jacquelin et Lou Jeanmonnot,. Elle signe son premier podium individuel depuis son retour en se classant 3e du sprint à Hochfilzen le 8 décembre. La semaine suivante à Lenzerheide, elle remporte les trois épreuves au programme de la troisième étape de la Coupe du monde. Elle s'impose tout d'abord sur le sprint le 14 décembre, avec un 10 sur 10 au tir, puis deux jours plus tard récidive brillamment sur la poursuite en conservant la tête de la course du départ à l'arrivée sans être inquiétée, s'imposant devant sa compatriote Julia Simon avec un 17 sur 20 devant les cibles. En gagnant pour la première fois respectivement sur les formats du sprint et de la poursuite, elle signe aussi son premier doublé sprint-poursuite. Enfin, le 17 décembre, elle réalise la passe de trois en remportant la mass start, quatrième victoire de sa carrière sur ce format, avec un sans-faute au tir. Elle est la huitième biathlète dans l'histoire à réussir un tel triplé. Cet enchaînement de succès lui permet de prendre la tête du classement général de la coupe du monde, juste avant la trêve de Noël. Elle commence l'année 2024, le 5 janvier, à Oberhof en Allemagne comme elle avait fini la précédente : par une victoire. Particulièrement véloce sur les skis, elle remporte le sprint malgré deux fautes au tir couché, signant ainsi sa quatrième victoire consécutive. Le lendemain, elle termine deuxième de la poursuite, devancée par Julia Simon. Elle termine cette étape en participant au relais féminin. Deuxième relayeuse, elle prend le relais de Lou Jeanmonnot en deuxième position, fait la différence sur son adversaire suédoise sur sa vitesse à skis et transmet en tête le relais à Sophie Chauveau. Cette dernière et Julia Simon conservent successivement le commandement de la course et la France remporte l'épreuve.
Justine Braisaz-Bouchet est alignée sur le relais mixte d'ouverture des championnats du monde 2024 à Nové Město. Prenant la suite d'Éric Perrot et de Quentin Fillon Maillet, elle parvient à passer le relais à Julia Simon en tête grâce à sa vitesse à skis et malgré un tour de pénalité. Simon conserve la tête et l'équipe de France mixte s'impose. Cette victoire collective offre son tout premier titre de championne du monde à Justine Braisaz-Bouchet. Deux jours plus tard, elle remporte la médaille d'argent du sprint avec le meilleur temps de ski et une faute au tir qui lui coûte la victoire. Dominée de moins de cinq secondes par Julia Simon, auteure d'un sans-faute au tir, elle devance ses compatriotes Lou Jeanmonnot et Sophie Chauveau, permettant à la France de réaliser un quadruplé, une performance qui n'avait été réalisée qu'une seule fois sur une épreuve individuelle féminine des championnats du monde, par l'URSS en 1984,. Deux jours plus tard, lors de la poursuite, elle est à la lutte pour la victoire avec Julia Simon jusqu'au premier tir debout où elle concède deux pénalités et se fait distancer. Elle termine finalement troisième derrière Simon et Lisa Vittozzi. Elle se classe ensuite septième de l'individuel où sa vélocité sur les skis (elle signe à nouveau le meilleur temps) ne suffit pas à compenser ses trois minutes de pénalité pour autant de fautes sur les tirs debout. Le 17 février, elle s'élance  en tant que troisième relayeuse du relais féminin alors que l'équipe de France pointe en huitième position avec un retard de 45 secondes sur la tête de course. N'utilisant durant son parcours qu'une pioche et grâce à sa vitesse sur les skis, elle refait son retard sur ses concurrentes et lance Julia Simon en tête avec 18 secondes d'avance sur la Suède. Simon ne laisse aucune chance de retour à Elvira Öberg et la France s'impose nettement. Ce deuxième titre mondial pour Braisaz-Bouchet est également la première victoire d'un relais féminin français dans l'histoire des championnats du monde. Déjà championne olympique 2022 de la mass start, Justine Braisaz-Bouchet ne laisse aucune chance à la concurrence lors de la dernière course féminine des Mondiaux 2024, disputée le 18 février deux ans jour pour jour après son titre olympique. Elle prend la course en main d'entrée et se détache seule à l'avant dès la sortie du second tir. Largement la plus rapide sur les skis, elle signe le 20 sur 20 au tir pour s'assurer une victoire magistrale en terminant avec plus de trente secondes d'avance sur Lisa Vittozzi, également sans faute au tir, et près d'une minute sur sa compatriote Lou Jeanmonnot. Justine Braisaz-Bouchet revient de ces championnats du monde avec cinq médailles dans ses bagages, dont trois en or. Avec Julia Simon et l'équipe féminine, elle a largement contribué au bilan de la France, première nation des mondiaux 2024, avec un record de douze médailles au total.
Lors de la reprise de la Coupe du monde au tout début du mois de mars à Oslo, elle signe deux résultats insuffisants dans la lutte pour le gros globe en terminant septième de l'individuel et onzième de la mass-start en raison de trop nombreuses erreurs sur le pas de tir (respectivement trois et cinq fautes). Mais la semaine suivante elle se relance en remportant le sprint de Soldier Hollow aux États-unis, sa sixième victoire de la saison. Elle signe un dernier podium lors de l'ultime étape à Canmore et termine à la quatrième place du classement général de la Coupe du monde, à seulement soixante-six points de la gagnante du gros globe Lisa Vittozzi.

### Saison 2024-2025
Le 14 février 2025, elle est sacrée championne du monde du sprint devant Franziska Preuß (médaille d'argent) et Suvi Minkkinen (médaille de bronze). Deux jours plus tard, elle décroche la médaille de bronze sur la poursuite derrière Franziska Preuß et Elvira Öberg.  Elle décroche le titre du relais féminin avec Lou Jeanmonnot, Océane Michelon et Julia Simon devant l'équipe norvégienne et l'équipe suédoise.

## Vie privée
Elle étudie à l'Université Grenoble-Alpes.
En 2016, elle se rend au Népal et participe à une mission humanitaire.
En 2020, elle épouse Julien Bouchet, son entraîneur au comité de Savoie.
En septembre 2022, elle annonce publiquement être enceinte de 5 mois. Le 3 février 2023, elle devient maman d'une fille prénommée Côme.

## Palmarès

### Jeux olympiques d'hiver
| Édition \ Épreuve | Individuel | Sprint | Poursuite | Mass start                     | Relais                              | Relais mixte |
| ----------------- | ---------- | ------ | --------- | ------------------------------ | ----------------------------------- | ------------ |
| Pyeongchang 2018  | 55e        | 10e    | 34e       | 20e                            | Médaille de bronze, Jeux olympiques | —            |
| Pékin 2022        | 40e        | 48e    | N.P.      | Médaille d'or, Jeux olympiques | 6e                                  | —            |

Légende :
- : première place, médaille d'or
- : deuxième place, médaille d'argent
- : troisième place, médaille de bronze
- — : non disputée par Braisaz-Bouchet
- N.P. : non partante

### Championnats du monde
| Édition \ Épreuve       | Individuel                | Sprint                   | Poursuite                 | Mass start           | Relais                    | Relais mixte         | Relais mixte simple              |
| ----------------------- | ------------------------- | ------------------------ | ------------------------- | -------------------- | ------------------------- | -------------------- | -------------------------------- |
| Kontiolahti 2015        | 34e                       | 33e                      | 34e                       | —                    | Médaille d'argent, monde  | —                    | Épreuve inexistante à cette date |
| Oslo 2016               | 16e                       | 25e                      | 22e                       | 12e                  | Médaille d'argent, monde  | —                    | Épreuve inexistante à cette date |
| Hochfilzen 2017         | 48e                       | 28e                      | 5e                        | 28e                  | Médaille de bronze, monde | —                    | Épreuve inexistante à cette date |
| Östersund 2019          | Médaille de bronze, monde | 60e                      | N.P.                      | 15e                  | 8e                        | —                    | —                                |
| Antholz-Anterselva 2020 | 19e                       | 32e                      | 37e                       | 22e                  | 14e                       | 7e                   | —                                |
| Pokljuka 2021           | 63e                       | 25e                      | 30e                       | 28e                  | —                         | —                    | —                                |
| Nove Mesto 2024         | 7e                        | Médaille d'argent, monde | Médaille de bronze, monde | Médaille d'or, monde | Médaille d'or, monde      | Médaille d'or, monde | —                                |
| Lenzerheide 2025        | 9e                        | Médaille d'or, monde     | Médaille de bronze, monde | 10e                  | Médaille d'or, monde      | —                    | —                                |

Légende :
- : première place, médaille d'or
- : deuxième place, médaille d'argent
- : troisième place, médaille de bronze
- — : non disputée par Braisaz-Bouchet
- : pas d'épreuve
- N.P. : non partante

### Coupe du monde
- 1 petit globe de cristal :
  - Vainqueur du classement de la mass start en 2022
- Meilleur classement général : 4e en 2024.
- 68 podiums : 
  - 29 podiums individuels : 13 victoires, 9 deuxièmes places, 7 troisièmes places.
  - 32 podiums en relais : 9 victoires, 12 deuxièmes places, 11 troisièmes places.
  - 7 podiums en relais mixte : 4 victoires, 1 deuxième place, 2 troisièmes places.

 Dernière mise à jour le 9 mars 2025 

#### Victoires
| Saison \ Épreuve | Individuel         | Sprint                                      | Poursuite   | Mass start                            | Total |
| 2017-2018        |                    |                                             |             | Le Grand-Bornand                      | 1     |
|                  |                    |                                             |             |                                       |       |
| 2019-2020        | Östersund          |                                             |             |                                       | 1     |
|                  |                    |                                             |             |                                       |       |
| 2021-2022        | Antholz-Anterselva |                                             |             | Pékin (JO) Holmenkollen               | 3     |
|                  |                    |                                             |             |                                       |       |
| 2023-2024        |                    | Lenzerheide Oberhof Soldier Hollow          | Lenzerheide | Lenzerheide Nové Město (Ch. du monde) | 6     |
| 2024-2025        |                    | Le Grand-Bornand Lenzerheide (Ch. du monde) |             |                                       | 2     |
| Total            | 2                  | 5                                           | 1           | 5                                     | 13    |

Mis à jour le 14 février 2025

#### Classements en Coupe du monde
| Saison    | Individuel | Individuel | Sprint  | Sprint | Poursuite | Poursuite | Mass start | Mass start | Général | Général    |
| Saison    | Courses    | Class.     | Courses | Class. | Courses   | Class.    | Courses    | Class.     | Courses | Classement |
| --------- | ---------- | ---------- | ------- | ------ | --------- | --------- | ---------- | ---------- | ------- | ---------- |
| 2014-2015 | 2 / 3      | 61e        | 8 / 10  | 39e    | 2 / 7     | 57e       | 1 / 5      | 51e        | 13 / 25 | 51e        |
| 2015-2016 | 3 / 3      | 24e        | 9 / 9   | 17e    | 7 / 8     | 21e       | 2 / 5      | 31e        | 21 / 25 | 21e        |
| 2016-2017 | 3 / 3      | 15e        | 9 / 9   | 5e     | 8 / 9     | 6e        | 5 / 5      | 15e        | 25 / 26 | 6e         |
| 2017-2018 | 1 / 2      | 20e        | 6 / 8   | 13e    | 5 / 7     | 13e       | 3 / 5      | 20e        | 15 / 22 | 17e        |
| 2018-2019 | 3 / 3      | 15e        | 9 / 9   | 27e    | 5 / 8     | 35e       | 5 / 5      | 19e        | 22 / 25 | 26e        |
| 2019-2020 | 3 / 3      | 3e         | 8 / 8   | 12e    | 5 / 5     | 9e        | 5 / 5      | 9e         | 21 / 21 | 9e         |
| 2020-2021 | 3 / 3      | n.c.       | 10 / 10 | 13e    | 8 / 8     | 15e       | 5 / 5      | 12e        | 26 / 26 | 15e        |
| 2021-2022 | 2 / 2      | 6e         | 9 / 9   | 12e    | 7 / 7     | 16e       | 4 / 4      | 1re        | 22 / 22 | 8e         |
|           |            |            |         |        |           |           |            |            |         |            |
| 2023-2024 | 3 / 3      | 15e        | 7 / 7   | 2e     | 7 / 7     | 4e        | 4 / 4      | 4e         | 21 / 21 | 4e         |
| 2024-2025 | 3 / 3      | 17e        | 7 / 7   | 3e     | 6 / 6     | 9e        | 5 / 5      | 17e        | 21 / 21 | 8e         |

- Courses : nombre d'épreuves disputées/nombre total d'épreuves ; classements en Coupe du monde[54].
- Les épreuves des Jeux olympiques et des championnats de monde sont comptabilisées par l'Union internationale de biathlon (IBU) comme des épreuves de coupe du monde mais les points correspondants ne sont plus pris en compte dans les classements depuis 2013-2024 pour les épreuves olympiques et depuis 2022-2023 pour les épreuves des mondiaux.

#### Résultats détaillés en Coupe du monde
| Résultats détaillés en Coupe du monde | Résultats détaillés en Coupe du monde | Résultats détaillés en Coupe du monde | Résultats détaillés en Coupe du monde | Résultats détaillés en Coupe du monde | Résultats détaillés en Coupe du monde | Résultats détaillés en Coupe du monde | Résultats détaillés en Coupe du monde | Résultats détaillés en Coupe du monde | Résultats détaillés en Coupe du monde | Résultats détaillés en Coupe du monde | Résultats détaillés en Coupe du monde | Résultats détaillés en Coupe du monde | Résultats détaillés en Coupe du monde | Résultats détaillés en Coupe du monde | Résultats détaillés en Coupe du monde | Résultats détaillés en Coupe du monde | Résultats détaillés en Coupe du monde | Résultats détaillés en Coupe du monde | Résultats détaillés en Coupe du monde | Résultats détaillés en Coupe du monde | Résultats détaillés en Coupe du monde | Résultats détaillés en Coupe du monde | Résultats détaillés en Coupe du monde | Résultats détaillés en Coupe du monde | Résultats détaillés en Coupe du monde | Résultats détaillés en Coupe du monde | Résultats détaillés en Coupe du monde |
| Saison                                | 1                                     | 2                                     | 3                                     | 4                                     | 5                                     | 6                                     | 7                                     | 8                                     | 9                                     | 10                                    | 11                                    | 12                                    | 13                                    | 14                                    | 15                                    | 16                                    | 17                                    | 18                                    | 19                                    | 20                                    | 21                                    | 22                                    | 23                                    | 24                                    | 25                                    | 26                                    | Classement                            |
| ------------------------------------- | ------------------------------------- | ------------------------------------- | ------------------------------------- | ------------------------------------- | ------------------------------------- | ------------------------------------- | ------------------------------------- | ------------------------------------- | ------------------------------------- | ------------------------------------- | ------------------------------------- | ------------------------------------- | ------------------------------------- | ------------------------------------- | ------------------------------------- | ------------------------------------- | ------------------------------------- | ------------------------------------- | ------------------------------------- | ------------------------------------- | ------------------------------------- | ------------------------------------- | ------------------------------------- | ------------------------------------- | ------------------------------------- | ------------------------------------- | ------------------------------------- |
| 2014-2015                             |                                       |                                       |                                       |                                       |                                       |                                       |                                       |                                       |                                       |                                       |                                       |                                       |                                       |                                       |                                       |                                       |                                       |                                       | .                                     | .                                     | .                                     | .                                     |                                       |                                       |                                       |                                       | 50e                                   |
| 2014-2015                             | IN                                    | SP                                    | PU                                    | SP 16e                                | PU N.P.                               | SP 14e                                | PU 30e                                | MS 28e                                | SP 44e                                | MS                                    | SP 20e                                | MS                                    | SP 54e                                | PU N.P.                               | SP 61e                                | PU                                    | IN 39e                                | SP 35e                                | SP 33e                                | PU 34e                                | IN 34e                                | MS                                    | SP                                    | PU                                    | MS                                    |                                       | 50e                                   |
| 2015-2016                             |                                       |                                       |                                       |                                       |                                       |                                       |                                       |                                       |                                       |                                       |                                       |                                       |                                       |                                       |                                       |                                       |                                       |                                       |                                       | .                                     | .                                     | .                                     | .                                     |                                       |                                       |                                       | 21e                                   |
| 2015-2016                             | IN 26e                                | SP 23e                                | PU 13e                                | SP 25e                                | PU N.P.                               | SP 49e                                | PU 32e                                | MS                                    | SP 14e                                | PU 52e                                | MS                                    | IN 51e                                | MS                                    | SP 14e                                | PU 15e                                | SP 30e                                | MS 25e                                | SP 31e                                | PU 31e                                | SP 25e                                | PU 22e                                | IN 16e                                | MS 12e                                | SP 4e                                 | PU 10e                                | MS Ann.                               | 21e                                   |
| 2016-2017                             |                                       |                                       |                                       |                                       |                                       |                                       |                                       |                                       |                                       |                                       |                                       |                                       |                                       |                                       |                                       | .                                     | .                                     | .                                     | .                                     |                                       |                                       |                                       |                                       |                                       |                                       |                                       | 6e                                    |
| 2016-2017                             | IN 5e                                 | SP 10e                                | PU 13e                                | SP 2e                                 | PU 7e                                 | SP 6e                                 | PU 22e                                | MS 12e                                | SP 38e                                | PU N.P.                               | MS 19e                                | SP 12e                                | PU 12e                                | IN 18e                                | MS 15e                                | SP 28e                                | PU 5e                                 | IN 48e                                | MS 28e                                | SP 10e                                | PU 21e                                | SP 12e                                | PU 11e                                | SP 2e                                 | PU 3e                                 | MS 12e                                | 6e                                    |
| 2017-2018                             |                                       |                                       |                                       |                                       |                                       |                                       |                                       |                                       |                                       |                                       |                                       |                                       |                                       |                                       |                                       | .                                     | .                                     | .                                     | .                                     |                                       |                                       |                                       |                                       |                                       |                                       |                                       | 17e                                   |
| 2017-2018                             | IN 8e                                 | SP 2e                                 | PU 2e                                 | SP 23e                                | PU 35e                                | SP 8e                                 | PU 7e                                 | MS 1er                                | SP 5e                                 | PU 9e                                 | IN N.P.                               | MS 27e                                | SP 24e                                | PU 36e                                | MS 20e                                | SP 10e                                | PU 34e                                | IN 55e                                | MS 20e                                | SP 52e                                | MS                                    | SP                                    | PU                                    | SP                                    | PU                                    | MS                                    | 17e                                   |
| 2018-2019                             |                                       |                                       |                                       |                                       |                                       |                                       |                                       |                                       |                                       |                                       |                                       |                                       |                                       |                                       |                                       |                                       |                                       |                                       |                                       | .                                     | .                                     | .                                     | .                                     |                                       |                                       |                                       | 26e                                   |
| 2018-2019                             | IN 82e                                | SP 3e                                 | PU 12e                                | SP 41e                                | PU 42e                                | SP 53e                                | PU 21e                                | MS 8e                                 | SP 51e                                | PU 51e                                | SP 7e=                                | MS 21e                                | SP 31e                                | PU N.P.                               | MS 21e                                | SI 27e                                | SP Ann.                               | SP 16e                                | PU 16e                                | SP 60e                                | PU N.P.                               | IN 3e                                 | MS 15e                                | SP 63e                                | PU                                    | MS Ab.                                | 26e                                   |
| 2019-2020                             |                                       |                                       |                                       |                                       |                                       |                                       |                                       |                                       |                                       |                                       |                                       |                                       |                                       | .                                     | .                                     | .                                     | .                                     |                                       |                                       |                                       |                                       |                                       |                                       |                                       |                                       |                                       | 9e                                    |
| 2019-2020                             | SP 83e                                | IN 1er                                | SP 25e                                | PU 4e                                 | SP 2e                                 | PU 5e                                 | MS 20e                                | SP 28e                                | MS 24e                                | SP 22e                                | PU 11e                                | IN 11e                                | MS 5e                                 | SP 32e                                | PU 37e                                | IN 19e                                | MS 22e                                | SP 10e                                | MS 4e                                 | SP 17e                                | PU 21e                                | SP Ann.                               | PU Ann.                               | MS Ann.                               |                                       |                                       | 9e                                    |
| 2020-2021                             |                                       |                                       |                                       |                                       |                                       |                                       |                                       |                                       |                                       |                                       |                                       |                                       |                                       |                                       |                                       | .                                     | .                                     | .                                     | .                                     |                                       |                                       |                                       |                                       |                                       |                                       |                                       | 15e                                   |
| 2020-2021                             | IN 44e                                | SP 11e                                | SP 37e                                | PU 10e                                | SP 43e                                | PU 16e                                | SP 14e                                | PU 15e                                | MS 11e                                | SP 9e                                 | PU 11e                                | SP 4e                                 | MS 9e                                 | IN 43e                                | MS 14e                                | SP 25e                                | PU 30e                                | IN 63e                                | MS 28e                                | SP 9e                                 | PU 20e                                | SP 12e                                | PU 11e                                | SP 58e                                | PU 36e                                | MS 17e                                | 15e                                   |
| 2021-2022                             |                                       |                                       |                                       |                                       |                                       |                                       |                                       |                                       |                                       |                                       |                                       |                                       |                                       |                                       |                                       | .                                     | .                                     | .                                     | .                                     |                                       |                                       |                                       |                                       |                                       |                                       |                                       | 8e                                    |
| 2021-2022                             | IN 38e                                | SP 6e                                 | SP 17e                                | PU 12e                                | SP 2e                                 | PU 14e                                | SP 31e                                | PU 17e                                | MS 15e                                | SP 34e                                | PU 30e                                | SP 5e                                 | PU 9e                                 | IN 1er                                | MS 5e                                 | IN 40e                                | SP 48e                                | PU N.P.                               | MS 1er                                | SP 14e                                | PU 31e                                | SP 35e                                | MS 7e                                 | SP 42e                                | PU 21e                                | MS 1er                                | 8e                                    |
|                                       |                                       |                                       |                                       |                                       |                                       |                                       |                                       |                                       |                                       |                                       |                                       |                                       |                                       |                                       |                                       |                                       |                                       |                                       |                                       |                                       |                                       |                                       |                                       |                                       |                                       |                                       |                                       |
| 2023-2024                             |                                       |                                       |                                       |                                       |                                       |                                       |                                       |                                       |                                       |                                       |                                       |                                       |                                       |                                       | .                                     | .                                     | .                                     | .                                     |                                       |                                       |                                       |                                       |                                       |                                       |                                       |                                       | 4e                                    |
| 2023-2024                             | IN 21e                                | SP 24e                                | PU 15e                                | SP 3e                                 | PU 8e                                 | SP 1er                                | PU 1er                                | MS 1er                                | SP 1er                                | PU 2e                                 | SP 12e                                | PU 7e                                 | SI 42e                                | MS 9e                                 | SP 2e                                 | PU 3e                                 | IN 7e                                 | MS 1er                                | IN 7e                                 | MS 11e                                | SP 1er                                | PU 7e                                 | SP 8e                                 | PU 3e                                 | MS 4e                                 |                                       | 4e                                    |
| 2024-2025                             |                                       |                                       |                                       |                                       |                                       |                                       |                                       |                                       |                                       |                                       |                                       |                                       |                                       |                                       | .                                     | .                                     | .                                     | .                                     |                                       |                                       |                                       |                                       |                                       |                                       |                                       |                                       | 8e                                    |
| 2024-2025                             | SI 39e                                | SP 14e                                | MS 9e                                 | SP 6e                                 | PU 16e                                | SP 1er                                | PU 12e                                | MS 23e                                | SP 4e                                 | PU 9e                                 | IN 32e                                | MS 29e                                | SP 16e                                | PU 10e                                | SP 1er                                | PU 3e                                 | IN 9e                                 | MS 10e                                | SP 2e                                 | PU 7e                                 | SI 6e                                 | MS 22e                                | SP 40e                                | PU 20e                                | MS 11e                                |                                       | 8e                                    |

#### Podiums en relais en Coupe du monde
| Podiums en relais en Coupe du monde | Podiums en relais en Coupe du monde | Podiums en relais en Coupe du monde | Podiums en relais en Coupe du monde | Podiums en relais en Coupe du monde | Podiums en relais en Coupe du monde | Podiums en relais en Coupe du monde | Podiums en relais en Coupe du monde | Podiums en relais en Coupe du monde | Podiums en relais en Coupe du monde | Podiums en relais en Coupe du monde |
| n°                                  | Saison                              | Date                                | Lieu                                | Épreuve                             | Résultat                            | Composition                         | Composition                         | Composition                         | Composition                         | Compétition                         |
| ----------------------------------- | ----------------------------------- | ----------------------------------- | ----------------------------------- | ----------------------------------- | ----------------------------------- | ----------------------------------- | ----------------------------------- | ----------------------------------- | ----------------------------------- | ----------------------------------- |
| 1                                   | 2014-2015                           | 07-01-2015                          | Oberhof                             | Relais 4 × 6 km                     | Médaille d'argent                   | M. Bolliet                          | M. Dorin-Habert                     | J. Braisaz                          | A. Bescond                          | Coupe du monde                      |
| 2                                   | 2014-2015                           | 13-03-2015                          | Kontiolahti                         | Relais 4 × 6 km                     | Médaille d'argent, monde            | A. Bescond                          | E. Latuillière                      | J. Braisaz                          | M. Dorin-Habert                     | Championnats du monde               |
| 3                                   | 2015-2016                           | 24-01-2016                          | Antholz                             | Relais 4 × 6 km                     | Médaille d'or                       | J. Braisaz                          | A. Bescond                          | A. Chevalier                        | M. Dorin-Habert                     | Coupe du monde                      |
| 4                                   | 2015-2016                           | 11-03-2016                          | Oslo                                | Relais 4 × 6 km                     | Médaille d'argent, monde            | J. Braisaz                          | A. Bescond                          | A. Chevalier                        | M. Dorin-Habert                     | Championnats du monde               |
| 5                                   | 2016-2017                           | 11-12-2016                          | Pokljuka                            | Relais 4 × 6 km                     | Médaille d'argent                   | A. Chevalier                        | J. Braisaz                          | C. Aymonier                         | M. Dorin-Habert                     | Coupe du monde                      |
| 6                                   | 2016-2017                           | 12-01-2017                          | Ruhpolding                          | Relais 4 × 6 km                     | Médaille d'argent                   | A. Chevalier                        | J. Braisaz                          | A. Bescond                          | C. Aymonier                         | Coupe du monde                      |
| 7                                   | 2016-2017                           | 22-01-2017                          | Antholz                             | Relais 4 × 6 km                     | Médaille d'argent                   | A. Chevalier                        | J. Braisaz                          | A. Bescond                          | M. Dorin-Habert                     | Coupe du monde                      |
| 8                                   | 2016-2017                           | 17-02-2017                          | Hochfilzen                          | Relais 4 × 6 km                     | Médaille de bronze, monde           | A. Chevalier                        | C. Aymonier                         | J. Braisaz                          | M. Dorin-Habert                     | Championnats du monde               |
| 9                                   | 2017-2018                           | 10-12-2017                          | Hochfilzen                          | Relais 4 × 6 km                     | Médaille de bronze                  | M. Dorin-Habert                     | C. Aymonier                         | J. Braisaz                          | A. Bescond                          | Coupe du monde                      |
| 10                                  | 2017-2018                           | 07-01-2018                          | Oberhof                             | Relais 4 × 6 km                     | Médaille d'or                       | A. Bescond                          | A. Chevalier-Bouchet                | C. Aymonier                         | J. Braisaz                          | Coupe du monde                      |
| 11                                  | 2017-2018                           | 22-02-2018                          | Pyeongchang                         | Relais 4 × 6 km                     | Médaille de bronze, Jeux olympiques | A. Chevalier-Bouchet                | M. Dorin-Habert                     | J. Braisaz                          | A. Bescond                          | Jeux olympiques                     |
| 12                                  | 2018-2019                           | 02-12-2018                          | Pokljuka                            | Relais mixte                        | Médaille d'or                       | A. Bescond                          | J. Braisaz                          | M. Fourcade                         | S. Desthieux                        | Coupe du monde                      |
| 13                                  | 2018-2019                           | 19-01-2019                          | Ruhpolding                          | Relais 4 × 6 km                     | Médaille d'or                       | J. Simon                            | A. Bescond                          | J. Braisaz                          | A. Chevalier-Bouchet                | Coupe du monde                      |
| 14                                  | 2018-2019                           | 08-02-2019                          | Canmore                             | Relais 4 × 6 km                     | Médaille de bronze                  | A. Chevalier-Bouchet                | J. Braisaz                          | A. Bescond                          | J. Simon                            | Coupe du monde                      |
| 15                                  | 2019-2020                           | 11-01-2020                          | Oberhof                             | Relais 4 × 6 km                     | Médaille de bronze                  | J. Simon                            | A. Bescond                          | C. Aymonier                         | J. Braisaz                          | Coupe du monde                      |
| 16                                  | 2019-2020                           | 17-01-2020                          | Ruhpolding                          | Relais 4 × 6 km                     | Médaille d'argent                   | J. Simon                            | A. Bescond                          | C. Aymonier                         | J. Braisaz                          | Coupe du monde                      |
| 17                                  | 2019-2020                           | 25-01-2020                          | Pokljuka                            | Relais mixte                        | Médaille d'or                       | Q. Fillon Maillet                   | S. Desthieux                        | J. Braisaz                          | J. Simon                            | Coupe du monde                      |
| 18                                  | 2019-2020                           | 07-03-2020                          | Nové Město                          | Relais 4 × 6 km                     | Médaille d'argent                   | J. Simon                            | J. Braisaz                          | C. Chevalier                        | A. Bescond                          | Coupe du monde                      |
| 19                                  | 2020-2021                           | 05-12-2020                          | Kontiolahti                         | Relais 4 × 6 km                     | Médaille d'argent                   | A. Bescond                          | A. Chevalier-Bouchet                | C. Chevalier                        | J. Braisaz-Bouchet                  | Coupe du monde                      |
| 20                                  | 2020-2021                           | 12-12-2020                          | Hochfilzen                          | Relais 4 × 6 km                     | Médaille d'argent                   | A. Bescond                          | J. Simon                            | J. Braisaz-Bouchet                  | A. Chevalier-Bouchet                | Coupe du monde                      |
| 21                                  | 2020-2021                           | 10-01-2021                          | Oberhof                             | Relais mixte                        | Médaille de bronze                  | A. Chevalier-Bouchet                | J. Braisaz-Bouchet                  | F. Claude                           | Q. Fillon Maillet                   | Coupe du monde                      |
| 22                                  | 2020-2021                           | 24-01-2021                          | Antholz                             | Relais 4 × 6 km                     | Médaille de bronze                  | A. Bescond                          | A. Chevalier-Bouchet                | J. Braisaz-Bouchet                  | J. Simon                            | Coupe du monde                      |
| 23                                  | 2020-2021                           | 04-03-2021                          | Nové Město                          | Relais 4 × 6 km                     | Médaille de bronze                  | A. Bescond                          | J. Braisaz-Bouchet                  | C. Chevalier                        | J. Simon                            | Coupe du monde                      |
| 24                                  | 2021-2022                           | 05-12-2021                          | Östersund                           | Relais 4 × 6 km                     | Médaille d'or                       | A. Bescond                          | A. Chevalier-Bouchet                | J. Simon                            | J. Braisaz-Bouchet                  | Coupe du monde                      |
| 25                                  | 2021-2022                           | 11-12-2021                          | Hochfilzen                          | Relais 4 × 6 km                     | Médaille de bronze                  | A. Bescond                          | A. Chevalier-Bouchet                | C. Chevalier                        | J. Braisaz-Bouchet                  | Coupe du monde                      |
| 26                                  | 2021-2022                           | 14-01-2022                          | Ruhpolding                          | Relais 4 × 6 km                     | Médaille d'or                       | A. Chevalier-Bouchet                | C. Chevalier                        | J. Braisaz-Bouchet                  | J. Simon                            | Coupe du monde                      |
| 27                                  | 2021-2022                           | 22-01-2022                          | Antholz                             | Relais 4 × 6 km                     | Médaille de bronze                  | C. Chevalier                        | J. Braisaz-Bouchet                  | P. Botet                            | A. Bescond                          | Coupe du monde                      |
| 28                                  | 2021-2022                           | 13-03-2022                          | Otepää                              | Relais mixte                        | Médaille de bronze                  | S. Desthieux                        | Q. Fillon Maillet                   | C. Chevalier                        | J. Braisaz-Bouchet                  | Coupe du monde                      |
| 29                                  | 2023-2024                           | 25-11-2023                          | Östersund                           | Relais mixte                        | Médaille d'or                       | Q. Fillon Maillet                   | E. Jacquelin                        | J. Braisaz-Bouchet                  | L. Jeanmonnot                       | Coupe du monde                      |
| 30                                  | 2023-2024                           | 10-12-2023                          | Hochfilzen                          | Relais 4 x 6 km                     | Médaille de bronze                  | G. Guigonnat                        | L. Jeanmonnot                       | J. Braisaz-Bouchet                  | J. Simon                            | Coupe du monde                      |
| 31                                  | 2023-2024                           | 07-01-2024                          | Oberhof                             | Relais 4 x 6 km                     | Médaille d'or                       | L. Jeanmonnot                       | J. Braisaz-Bouchet                  | S. Chauveau                         | J. Simon                            | Coupe du monde                      |
| 32                                  | 2023-2024                           | 07-02-2024                          | Nové Město                          | Relais mixte                        | Médaille d'or, monde                | É.Perrot                            | Q.Fillon-Maillet                    | J. Braisaz-Bouchet                  | J. Simon                            | Championnats du monde               |
| 33                                  | 2023-2024                           | 17-02-2024                          | Nové Město                          | Relais 4 x 6 km                     | Médaille d'or, monde                | L. Jeanmonnot                       | S. Chauveau                         | J. Braisaz-Bouchet                  | J.Simon                             | Championnats du monde               |
| 34                                  | 2024-2025                           | 30-11-2024                          | Kontiolahti                         | Relais mixte                        | Médaille d'argent                   | L. Jeanmonnot                       | J. Braisaz-Bouchet                  | Éric Perrot                         | Émilien Jacquelin                   | Coupe du monde                      |
| 35                                  | 2024-2025                           | 01-12-2024                          | Kontiolahti                         | Relais 4 x 6 km                     | Médaille d'argent                   | L. Jeanmonnot                       | J. Braisaz-Bouchet                  | S. Chauveau                         | Julia Simon                         | Coupe du monde                      |
| 36                                  | 2024-2025                           | 01-12-2024                          | Hochfilzen                          | Relais 4 x 6 km                     | Médaille d'argent                   | Julia Simon                         | J. Braisaz-Bouchet                  | S. Chauveau                         | L. Jeanmonnot                       | Coupe du monde                      |
| 37                                  | 2024-2025                           | 18-01-2025                          | Ruhpolding                          | Relais 4 x 6 km                     | Médaille de bronze                  | P. Botet                            | O. Michelon                         | J. Braisaz-Bouchet                  | Julia Simon                         | Coupe du monde                      |
| 38                                  | 2024-2025                           | 22-02-2025                          | Lenzerheide                         | Relais 4 x 6 km                     | Médaille d'or, monde                | L. Jeanmonnot                       | O. Michelon                         | J. Braisaz-Bouchet                  | J. Simon                            | Championnats du monde               |
| 39                                  | 2024-2025                           | 09-03-2025                          | Nové Město                          | Relais 4 x 6 km                     | Médaille d'or                       | L. Jeanmonnot                       | O. Michelon                         | J. Braisaz-Bouchet                  | J. Simon                            | Coupe du monde                      |

### IBU Cup
- 5 courses disputées en 2014
  - 1 podium: 2ème place au Sprint 2 de Beitostølen en novembre 2014

### Championnats du monde juniors et de la jeunesse
| Édition \ Épreuve | Individuel | Sprint | Poursuite | Relais |
| ----------------- | ---------- | ------ | --------- | ------ |
| Obertilliach 2013 | 46e        | 71e=   | —         | —      |
| Presque Isle 2014 | 29e        | 5e     | 15e       | 6e     |

Légende :
- participation aux Championnats du monde de la jeunesse

- — : non disputée par Braisaz

### Championnats d'Europe juniors
| Édition \ Épreuve | Individuel | Sprint | Poursuite | Relais mixte |
| ----------------- | ---------- | ------ | --------- | ------------ |
| Nové Město 2014   | 12e        | 18e    | 14e       | 8e           |

### Championnats de France
- 2017
  - Championne de France de la mass start
- 2018
  - 2e de la mass start
- 2019
  - 3e de la mass start
- 2021
  - Championne de France de la mass start
- 2025
  - Championne de France de la mass start

### Championnats de France de biathlon d'été
- 2015
  - 2e du sprint
- 2017
  - 2e du sprint court
  - 3e du sprint
  - 3e de la poursuite
- 2018
  - Championne de France du sprint
  - 2e de la poursuite
- 2019
  - Championne de France du sprint
  - 2e du sprint court
  - 2e de la poursuite
- 2021
  - 3e de la poursuite
- 2023
  - Championne de France du sprint court
  - 2e du sprint
  - 3e de la poursuite

## Palmarès en ski de fond

### Championnats de France de ski de fond d'été
- 2020
  - 2e de l'individuel

## Distinctions
- Chevalier de la légion d'honneur en 2022[55]
- Chevalier de l'ordre national du Mérite en 2018[56]
- Médaille de la jeunesse, des sports et de l'engagement associatif, or en 2024[57]

## Liens  externes
- Ressources relatives au sport :   - Biathlon.com.ua
  - CIO
  - Équipe de France
  - EspritBleu
  - Fédération internationale de ski (ski de fond)
  - Olympedia
  - Union internationale de biathlon